# Fardagafoss
Fardagafoss är ett vattenfall i republiken Island. Det ligger i regionen Austurland, i den östra delen av landet.
Ån Miðhúsaá, som har sin källa på Fjarðarheiði, faller 28 meter i Fardagafoss. Ovanför Fardagafoss ligger Gufufoss, som har en namne i Seyðisfjörður. Miðhúsaá är högerbiflod till Eyvindará, som rinner ut i Lagarfljót norr om Egilsstaðirs flygplats. 